# Nhà hát Nhạc Vũ Kịch Việt Nam
Nhà hát Nhạc Vũ Kịch Việt Nam (Vietnam National Opera and Ballet - VNOB) là nhà hát trực thuộc Bộ Văn hóa, Thể thao và Du lịch Việt Nam với quy mô lớn và chuyên nghiệp, đứng đầu Việt Nam về biểu diễn nghệ thuật cổ điển.

## Lịch sử hình thành và phát triển
Ngày 06/8/1959, Bộ Văn hóa quyết định thành lập Dàn nhạc Giao hưởng Quốc gia Việt Nam với 114 nghệ sỹ, đánh dấu sự ra đời của Nhà hát Nhạc Vũ Kịch Việt Nam sau này. Ngày 05/6/1961, Dàn hợp xướng được thành lập với 120 nghệ sỹ, Dàn nhạc giao hưởng và dàn hợp xướng được gọi tên là  Đoàn Giao Hưởng Hợp Xướng Quốc gia Việt Nam. Ngày 7/5/1964, Bộ Văn hóa quyết định thành lập Nhà hát Giao hưởng hợp xướng ca vũ kịch Việt Nam khi ấy có thêm đoàn Múa.
Năm 1978, Nhà hát Giao hưởng Hợp xướng, Ca, Vũ, Kịch Việt Nam được đổi tên thành Nhà hát Nhà hát Giao hưởng Hợp xướng Nhạc Vũ Kịch Việt Nam. Năm 1985, trước yêu cầu phát triển của Nghệ thuật Ballet và Opera để đáp ứng với sự hội nhập thế giới và phát triển đất nước, Nhà hát Giao hưởng Hợp xướng Nhạc Vũ Kịch Việt Nam chính thức đổi tên thành Nhà hát Nhạc Vũ Kịch Việt Nam với chức năng biểu diễn loại hình nghệ thuật Nhạc kịch và Vũ Kịch.
Trải qua hơn 50 năm xây dựng và trưởng thành qua các chương trình nghệ thuật của Nhà hát mang đậm chất nghệ thuật hàn lâm Opera và Ballet của thế giới và của Việt Nam với chất lượng nghệ thuật biểu diễn đạt trình độ ngang tầm quốc tế.

## Cơ cấu tổ chức và nhân sự
Cơ cấu tổ chức của nhà hát gồm:
- Ban Giám đốc: 03 người
- Phòng Nghệ thuật: 06 người
- Phòng Hành chính tổng hợp: 13 người
- Phòng Tổ chức Biểu diễn: 09 người
- Đoàn Múa (Vũ kịch): 23 người
- Đoàn Hát (Nhạc kịch/ Hợp xướng): 24 người
- Đoàn Nhạc (Giao hưởng): 40 người

Đội ngũ các thế hệ nghệ sỹ diễn viên của nhà hát:
- Nhạc sĩ: Chỉ huy NSND Quang Hải, NSND Trọng Bằng, NSND Trần Quý, NSƯT Vũ Lương, NSƯT Đỗ Dũng, NSƯT Nhạc sĩ Phú Quang, Nhạc sĩ Nguyễn Văn Hiệp, Nhạc sĩ Nguyễn Hữu Hiếu và một số nhạc sĩ tên tuổi khác.
- Đạo diễn: NSƯT Văn Hà, NSƯT Võ Bài.
- Biên đạo: NSND Đoàn Long, NSND Thái Ly, NSND Xuân Định, NSND Công Nhạc, NSND Phạm Anh Phương, NSƯT Trần Ly Ly, NSƯT Hồng Phong…
- Các nghệ sĩ nổi tiếng: NSND Bùi Huy Hiếu, NSƯT Trần Mậu. Đặc biệt là lớp nghệ sĩ tiên phong đầu tiên như NSND Bùi Gia Tường, NSND Trung Kiên, NSND Quý Dương, NSƯT Quang Hưng, NSƯT Bích Liên, NSƯT Hoàng My, NSƯT Phan Phúc, NSƯT Ngọc Dậu, Nghệ sĩ Tôn Thất Triêm, NSƯT Mạnh Chung, NSƯT Mạnh Tuấn…
- Nghệ sĩ độc tấu: NSƯT Khắc Huề, NSƯT Hoàng My – Y Lăng, Nhạc sĩ Phú Quang, NSƯT Ngô Lâm, NSƯT Hà Phạm Thăng Long, NSƯT Vành Khuyên, NSƯT Xuân Cường.
- Nghệ sĩ múa:  NSƯT Hồng Linh, NSND Kim Quy, NSND Hà Thế Dũng, NSƯT Quỳnh Liên, NSƯT Thúy Hạnh, NSƯT Lê An, NSND Kiều Ngân, NSƯT Chúc Quỳnh, NSƯT Lưu Lan, NSƯT Tuyết Dung, NSƯT Hàn Giang, NSƯT Phan Lương, NSƯT Nguyễn Thị Cần, NSƯT Quỳnh Nga.

Danh hiệu nghệ sỹ gồm:
- Nghệ sĩ Nhân dân: 11
- Nghệ sĩ Ưu tú: 40
- Thạc sĩ: 02
- Cử nhân: 87

## Giải thưởng
- Huân chương Lao động hạng III năm 1989.
- Huân chương Lao động hạng II năm 1999.
- Huân chương Lao động hạng Nhất 2009
- Huân chương Độc lập hạng Ba năm 2014[2]
- Huân chương Lao động hạng II năm 2019